# Elektreny
Elektreny (lit. Elektrėnai) – miasto położone w południowej części Litwy, będące administracyjnie częścią rejonu elektreńskiego, na zachodnim krańcu okręgu wileńskiego. Zamieszkuje je 13 809 osób, według danych z roku 2008, co sprawia, że jest to dwudzieste piąte pod względem liczby ludności miasto na Litwie.
Miejscowość ta znajduje się na trasie pomiędzy dwoma największymi miejscowościami na Litwie – Wilnem i Kownem, w odległości 48 km od pierwszego i 54 km od drugiego z nich. Nazwa miejscowości wzięła się od pobliskiej elektrowni, której moc wynosi łącznie 1800 MW.
W mieście Elektreny nie ma żadnych zabytków ani typowego układu miejskiego. W zabudowie dominują bloki wielkopłytowe. Nieopodal miasta znajduje się Zbiornik Elektreński, którego woda z powodu działalności elektrowni jest cieplejsza.
Przez miasto przepływa rzeka Strawa.

## Historia
Choć początki osadnictwa w regionie Elektren sięgają znacznie odleglejszych czasów, współczesne miasto zostało założone w 1961 roku. Jego początki zaczęto tworzyć w roku 1960, kiedy rozpoczęto budowę dzisiejszej elektrowni Elektreny. Elektrownię założono celowo pomiędzy dwoma największymi miastami Litwy – Wilnem i Kownem, by mogła służyć im obu. W tym samym roku, w którym założono miejscowość wylała pobliska rzeka Strawa, co zalało okoliczne wyspy, między innymi słynną Wyspę Bocianów, gdzie znajdowała się jedna z największych kolonii tego gatunku w Europie. Osada uzyskała prawa miejskie w rok po założeniu, w 1962 roku. Nazwę nadano jej w 19 kwietnia, a jego architektami byli B. Kasparavičienė oraz K. Bučas.
W roku 2000 miasto Elektreny zostało administracyjną stolicą gminy o tej samej nazwie. Prezydent Litwy Valdas Adamkus przekazał ówczesnemu burmistrzowi miasta uprawnienia, by ten mógł stać na czele gminy, a także nowy jej herb. Trzy krzywe pasy w kolorze żółtym symbolizują energię elektryczną, gwiazda w dolnym prawym rogu symbolizuje zatopione w czasie powodzi osady, natomiast druga, w lewym, górnym rogu, symbolizuje współczesne miejscowości i ich światła. Flaga miasta i gminy jest żółta i wykorzystuje te samą heraldykę. Projektantem obu symboli jest Rolandas Rimkūnas. Rada gminy składa się z dwudziestu pięciu osób.

## Sport
Elektreny słynie z drużyny hokejowej Energija Elektreny, która uchodzi za najmocniejszą na Litwie. Dwaj wychowankowie tej drużyny występowali w lidze NHL – Darius Kasparaitis i Dainius Zubrus.

## Miasta partnerskie
- Forlì
- Nowy Dwór Mazowiecki
- Żółkiew